# Hans Richert
Hans Richert (* 21. Dezember 1869 in Köslin/Pommern; † 25. September 1940 in Berlin) war ein deutscher Schulreformer, Lehrer, Schulleiter und Philosoph.

## Leben und Wirken
Während seines Studiums wurde Richert Mitglied beim Verein Deutscher Studenten Greifswald. 1920 veröffentlichte er das Buch Die Deutsche Bildungseinheit und die höhere Schule, das die Grundlage einer preußischen Schulreform (Richertsche Gymnasialreform) bildete. Am 18. September 1923 wurde er zum Ministerialrat ernannt. 1924/25 war er maßgebend an der Reform des höheren Schulwesens beteiligt. Sein Name ist verbunden mit der neuen „Deutschen Oberschule“, die statt der alten Sprachen die Muttersprache in den Mittelpunkt rückte. Die „kulturkundlichen Fächer“ Deutsch, Geschichte, Staatsbürgerkunde, Religion und Erdkunde galten ihm als das Gemeinsame aller höheren Schulen. 1933 reichte er, enttäuscht über die NS-Kulturpolitik, seinen Rücktritt ein. Er war Mitglied und maßgeblicher Bildungspolitiker der DVP. Von 1919 bis 1921 war er Mitglied der Verfassunggebenden Preußischen Landesversammlung.

## Schriften
- Hegels Religionsphilosophie : in ihren Grundzügen dargestellt und beurteilt. Gruenauer, Bromberg 1900 (Digitalisat)
- Kant : Gedenkrede zu Kants 100jhg. Todestage am 19. Febr. 1904. Bromberg 1905.
- Philosophie. Eine Einführung in die Wissenschaft, ihr Wesen u. ihre Probleme. Leipzig 1908.
- Handbuch für den evangelischen Religionsunterricht erwachsener Schüler. 1911.
- Das deutsche Bildungsideal und die moderne Weltanschauung. Posen 1916.
- Psychologie und Pädagogik der Entwicklungsjahre. Berlin 1917.
- Die Stellung des Christentums im neuen Deutschland. Posen 1919.
- Schopenhauer. Seine Persönlichkeit, seine Lehre, seine Bedeutung. Leipzig 1920.
- Weltanschauung : Ein Führer für Suchende. Leipzig/Berlin 1922.
- Die Ober- und Aufbauschule. Leipzig 1923.
- Richtlinien für die Lehrpläne der höheren Schulen Preußens. Berlin 1927.
- Königliches Realgymnasium Zu Bromberg. Beilage Zum Jahresbericht Ostern 1900. Nachdruck 2010.